# Jewgienij Kurbatow
Jewgienij Wadimowicz Kurbatow, ros. Евгений Вадимович Курбатов (ur. 18 maja 1988 w Swierdłowsku) – rosyjski hokeista.

## Kariera
- Awangard Omsk (2005–2009)
- Omskie Jastrieby (2009–2010)
- Gazowik Tiumeń (2009–2010)
- Chimik Woskriesiensk (2011)
- CSKA Moskwa (2010–2012)
- THK Twer (2012)
- Awtomobilist Jekaterynburg (od 2012)
- CSKA Moskwa (2013)
- Nieftiechimik Niżniekamsk (2013–2014)
- Amur Chabarowsk (2014–2016)
- Torpedo Niżny Nowogród (2016-2018)
  -  HK Sarow (2016-2018)
- HK Dukla Michalovce (2018-2019)
- Łada Togliatti (2019)
- Donbas Donieck (2019-2020)
- HK Homel (2020-2021)
- Donbas Donieck (2021-)

Wychowanek Awangardu Omsk. Od czerwca 2013 zawodnik CSKA Moskwa. Od listopada 2013 zawodnik Nieftiechimika Niżniekamsk. Od sierpnia 2014 do połowy 2016 zawodnik Amuru Chabarowsk. Od końca sierpnia 2016 zawodnik Torpedo Niżny Nowogród. Pod koniec grudnia 2018 został zawodnikiem słowackiej Dukli Michalovce, skąd w styczniu 2019 przeszedł do Łady Togliatti. W sezonie 2019/2020 do stycznia 2020 grał w Donbasie Donieck. Wkrótce potem przeszedł do HK Homel. W Homlu rozpoczął sezon 2020/2021, a pod koniec stycznia 2021 powrócił do Donbasu.

## Sukcesy
Reprezentacyjne
- Brązowy medal mistrzostw świata juniorów do lat 20: 2008

Klubowe
- Złoty medal mistrzostw Ukrainy: 2021 z Donbasem Donieck

Indywidualne
- Mistrzostwa Świata Juniorów w Hokeju na Lodzie 2008/Elita:
  - Pierwsze miejsce w klasyfikacji strzelców wśród obrońców: 2 gole
  - Jeden z trzech najlepszych zawodników reprezentacji